# Nikolai Ernestovich Bauman
Nikolai Ernestovich Bauman (tiếng Nga: Никола́й Эрне́стович Ба́уман) (17 tháng 5 năm 1873 – 31 tháng 10 năm 1905) là một nhà cách mạng, thuộc phái Bolshevik của Đảng Công nhân Dân chủ Xã hội Nga.

## Tiểu sử
Sinh ra trong một gia đình chủ xưởng mộc gốc Đức. Bauman học ở trường Trung học Kazan số 2. Từ năm 1891 đến năm 1895, ông là sinh viên của trường Đại học thú y Kazan. Trong quá trình học tập, ông đã bị ảnh hưởng bởi các tài liệu Mác-xít và Chủ nghĩa dân túy được coi là bất hợp pháp lúc bấy giờ. Ông tham gia vào các hoạt động ngầm của công nhân.
Với tấm bằng tốt nghiệp bác sĩ thú y, ông được gửi tới làm việc tại làng Novuye Burasu, tỉnh Saratov. Tại đây, ông muốn truyền bá cách mạch nhưng lại rơi vào tầm ngắm của cảnh sát. Với mục đích mở rộng hoạt động cách mạng, mùa thu năm 1896 ông đến Sankt-Peterburg. Ông làm việc tại Sankt-Peterburg trong những năm từ 1896-1897. Trong khoảng thời gian đó ông là thành viên của "Liên Minh đấu tranh vì sự nghiệp giải phóng tầng lớp công nhân" tại Sankt-Peterburg. Năm 1897 ông bị giam giữ và quản thúc tại Pháo đài Thánh Phêrô và Phaolô, nơi đã biệt giam ông 22 tháng.
Năm 1899 ông được chuyển đến tỉnh Vyatka. Từ đây trong cùng năm, ông chạy ra biên giới. Tại Zürich, năm 1900, ông làm quen với Lenin. Bauman trở thành thành viên tích cực biên soạn, in ấn và phát hành tờ báo "Tia lửa". Tháng 12 năm 1901, theo sự ủy thác của Lenin, ông đi Moskva, trở thành thành viên của Ủy ban Moskva của Đảng Công Nhân dân Chủ Xã Hội Nga. Từ năm 1903 ông lãnh đạo tổ chức của những người Bolshevik tại Moskva và văn phòng đại diện trung ương đảng tại phía Bắc. Ông làm việc trong ban chấp hành Moskva của Đảng Công Nhân dân Chủ Xã Hội Nga. Ông từng bị bắt giam nhưng trốn thoát. Năm 1903, ông là đại biểu của Đại hội lần thứ 2 Đảng Công Nhân dân Chủ Xã Hội Nga đại diện cho tổ chức Đảng tại Moskva. Tại đại hội, ông ủng hộ tuyệt đối Lenin và được xác định là một người Bolshevik. Năm 1903, với biệt danh "con quạ", Bauman dễ dàng vượt qua biên giới trở về Nga cùng với sứ mệnh Lenin giao để đối phó với những người Menshevik và tổ chức các xưởng in ngầm cho người Bolshevik. Tháng 6 năm 1904, ông bị bắt giữ và trải qua 16 tháng trong nhà tù Taganka. Ngày 18 tháng 10 năm 1905, tên phản động Mikhalchuk đã đánh ông đến chết trong thời gian biểu tình do Ủy ban Moskva Đảng Công Nhân dân Chủ Xã Hội Nga tổ chức.
Tại phiên tòa, Mikhalchuk nói rằng tước đoạt mạng sống của Bauman bởi sự hận thù với tất cả những ai đi với cờ đỏ, và hắn dự định giết tất cả những người như vậy.
Ông được chôn cất ngày 20 tháng 10 năm 1905 tại nghĩa trang Vagankovsky, Moskva. Đám tang Bauman biến thành một cuộc biểu tình lớn. Và từ đó, những người Bolshevik đã lập ra các đội chiến đấu và chuẩn bị nổi dậy.
Phim nghệ thuật "Nicolai Bauman" quay tại Mosfilm vào năm 1967. Đóng vai Bauman là Igor Ledogorov.

## Vinh danh
Bauman - là một nhà cách mạng rất nổi tiếng, người đã bị giết chết ở phần đầu của phong trào cách mạng ở Nga. Tên của ông được đặt cho nhiều tuyến đường và địa danh tại Nga và các nước cộng hòa thuộc Liên Xô cũ.

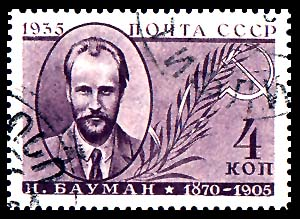
Tem Liên Xô, năm 1935

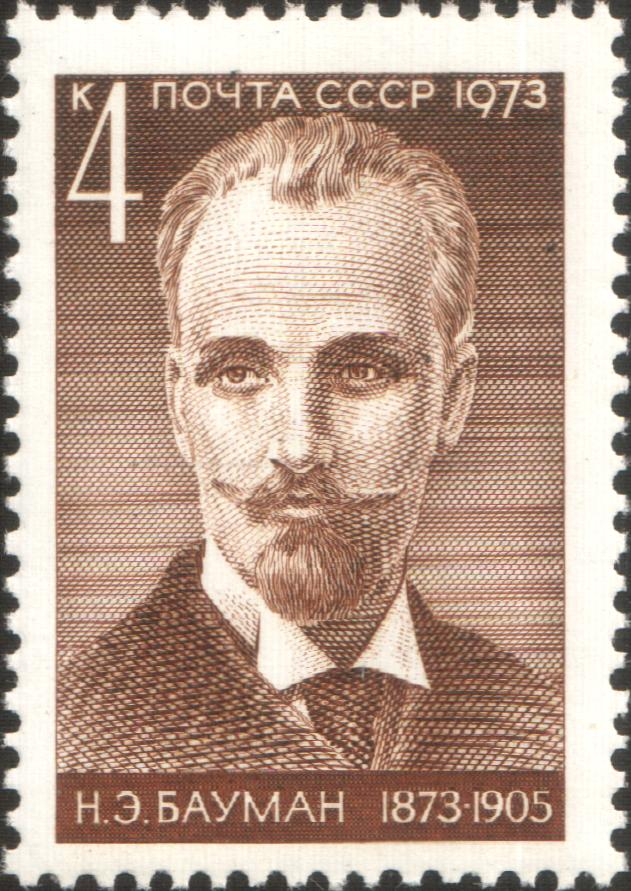
Tem Liên Xô năm 1973

- Quận Bacman ở Moskva trước đây được biết đến như Bauman
- Làng Bauman (vùng Tselinogradskaya, Kazan)
- Thị trấn Bauman (Moskva)
- Đại học Kỹ thuật Quốc gia Moskva Bauman (Moskva)
- Viện Thú y Kazan mang tên Bauman
- Đường Bauman (Moskva)
- Đường Bauman số 2 (Moskva)
- Phố Bauman (Aleksin, khu vực Tula)
- Đường Turgut Ozal (Alma-Ata), bây giờ đổi tên đường phố Turgut Ozal
- Đường Bauman Arkhangelsk
- Đường Bauman Astrakhan
- Phố Bauman Barnaul
- Phố Bauman Bryansk
- Đường và hẻm Bauman Bender)
- Phố Bauman (Bugulma)
- Phố Bauman Vitebsk
- Phố Bauman Volgograd
- Phố Bauman Gomel
- Phố Bauman Donetsk
- Phố Bauman Kiev
- Phố Bauman Yekaterinburg
- Phố Bauman Krasnoyarsk
- Phố Bauman Irkutsk
- Phố Bauman Yoshkar-Ola
- Phố Bauman Kazan
- Phố Bauman Kaluga
- Phố Bauman Kemerovo
- Phố Bauman Kiev
- Phố Bauman Kirov
- Phố Bauman Lipetsk
- Phố Bauman Murmansk
- Phố Bauman Nizhny Novgorod
- Phố Bauman (New Burasy), khu vực Saratov
- Phố Bauman Penza
- Phố Bauman Perm
- Phố Bauman Rostov trên sông Đông
- Phố Bauman Stavropol
- Phố Bauman Sumy
- Phố Bauman Chelyabinsk
- Phố Bauman Cheboksary
- Phố Bauman Sokolovsky, khu vực (Moskva)
- Phố Bauman (Il'inskii), khu vực (Moskva)
- Phố Bauman Korolev, khu vực (Moskva)
- Phố Bauman Shostka
- Phố Bauman Millerovo, khu vực Rostov
- Phố Bauman Togliatti
- Phố Bauman Voronezh
- Phố Bauman Sterlitamak
- Phố Bauman Novozybkov, khu vực Bryansk
- Bauman (Metro) (Moskva)
- Cầu Bauman số 1 (Moskva)
- Cầu Bauman số 1 (Moskva)
- Vườn Bauman (Moskva)
- Viện Thú y Vitebsk